# ريم موسى
ريم موسى هي لاعبة كرة سلة مصرية تلعب في النادى الأهلى ومنتخب مصر.

## مشوارها
بدأت ريم مشوارها في كرة السلة في نادي الشمس ثم سافرت مع أسرتها للولايات المتحدة وهي في سن ال15 لعبت هناك في دوري الجامعات وتخرجت في عام 2015 ثم أنتقلت لنادي برنو التشيكي لتصبح أول مصرية تلعب في دوري أوروبي. وفي 2022 حصلت مع فريق سبورتينج على لقب بطولة أفريقيا لأول مرة في تاريخ الأندية المصرية ودخلت في تشكيلة أفضل فريق في البطولة.